# Naufrágio do Capitão Ribeiro
O naufrágio do Capitão Ribeiro refere-se ao naufrágio da embarcação a motor "B/M Capitão Ribeiro", que fazia o transporte clandestino de passageiros entre Santarém e Vitória do Xingu. O acidente teve lugar na noite de 22 de agosto de 2017, no rio Xingu, no sudoeste do Pará, nas imediações da Vila do Maruá, causando a morte de pelo menos vinte e três pessoas. O naufrágio do Capitão Ribeiro foi uma das tragédias marcantes da história da navegação do Pará. Foi o pior acidente do gênero no Pará desde a década de 1980, e o sexto naufrágio ocorrido naquele estado em 2017.

## Embarcação

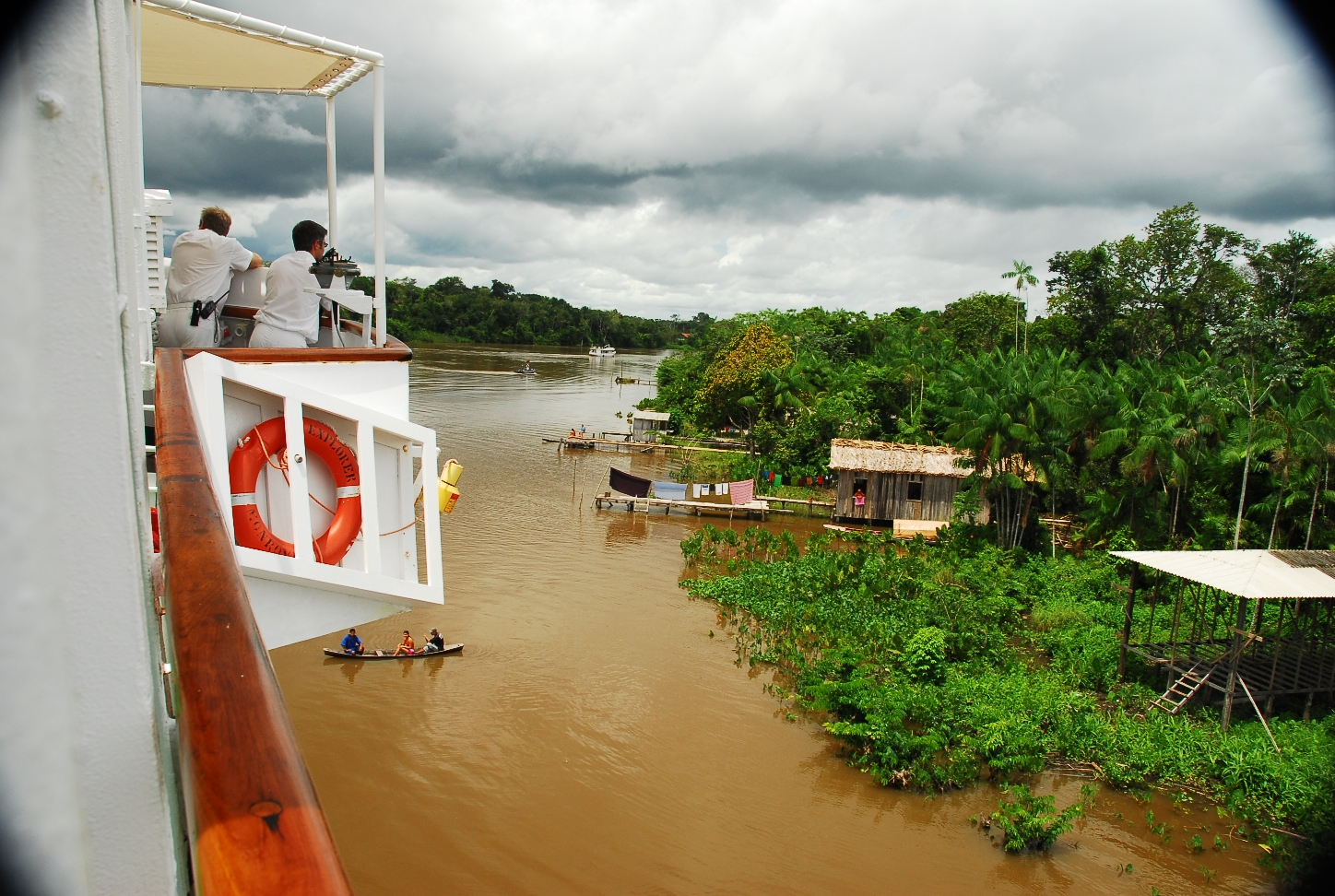
Navegação fluvial no Xingu, na região de Porto de Moz.

O B/M Capitão Ribeiro, inicialmente designado na imprensa como Comandante Ribeiro, é um barco-motor construído em madeira, alto e estreito, com duas cobertas e porão, onde passageiros e carga viajavam lado a lado. A embarcação pertence à empresa Almeida e Ribeiro Navegação, Ltda. Segundo declarou o proprietário, a embarcação era capaz de suportar uma carga total de 56 toneladas. Em viagens com duração de mais de um dia, eram servidos jantares, e instaladas redes nos conveses, onde os passageiros dormiam.
Segundo o governo do Pará, a embarcação fazia o transporte clandestino de passageiros por via fluvial. O Capitão Ribeiro não se encontrava registrado na Agência Estadual de Regulação e Controle de Serviços Públicos (Arcon-PA) - autarquia do governo do Pará responsável por regular o transporte intermunicipal - não estando assim legalizada para fazer o transporte de passageiros. Das trinta mil embarcações que cruzam as águas do Pará com autorização da Marinha Brasileira, apenas 128 estão devidamente autorizadas pela Arcon-PA para o transporte de passageiros.
A 5 de junho de 2017, durante uma operação realizada pelos fiscais da Arcon-PA, o armador foi notificado pelos fiscais da autarquia para proceder à devida regularização, mas até ao momento do naufrágio da embarcação nenhum representante da empresa havia comparecido na agência para esse fim.
Familiares do piloto que comandava a embarcação no momento do desastre, Sebastião Soares Batista, afirmaram que a embarcação se encontrava regular, e registrada junto da Capitania dos Portos de Santarém, informação confirmada pela Marinha.
A embarcação estava devidamente autorizada pela Marinha a efetuar o trajeto entre Santarém e Prainha, por despacho válido até 20 de outubro de 2017. Não estava, no entanto, devidamente autorizada pela Arcon a transportar passageiros.
Em depoimento à Polícia Civil, o proprietário da embarcação, Alcimar Almeida da Silva, assumiu que esta não tinha autorização para transportar passageiros entre Santarém e Vitória do Xingu. Almeida declarou que obteve autorização da Capitania dos Portos para fazer o trajeto de 170 quilômetros entre Santarém e Prainha, segunda escala das cinco que o navio faz antes de chegar a Vitória do Xingu. Durante três anos, o Capitão Ribeiro viajou semanalmente entre Santarém e Vitória do Xingu, num trajeto de mais de 500 quilômetros, com essa autorização parcial. O proprietário confirmou ter sido procurado pela Arcon, mas declarou que se registrasse o destino como Vitória do Xingu, seria obrigado a colocar mais dois tripulantes a bordo, despesa que não podia assumir "em razão da crise e por estar em fase de 'experimentação'". Apesar da falta de autorização, o Capitão Ribeiro fazia semanalmente o trajeto até Vitória do Xingu, declarando estar viajando com destino a Prainha.
Segundo Pedro Lameira, diretor de Engenharia Naval da Universidade Federal do Pará, o transporte na Amazônia neste tipo de embarcações em madeira é problemático do ponto de vista da segurança, uma vez que este tipo de construção não permite a compartimentação do casco, tornando-as mais vulneráveis em situações de alagamento rápido, podendo ocorrer o afundamento em questão de minutos. Segundo Lameira, o Capitão Ribeiro é um caso de estudo para tudo o que não deve ser feito em matéria de segurança naval: Transporte clandestino de passageiros num navio frágil e propenso ao afundamento rápido, com os passageiros partilhando o espaço com a carga, muitas vezes acima da lotação máxima.

## Última viagem e naufrágio

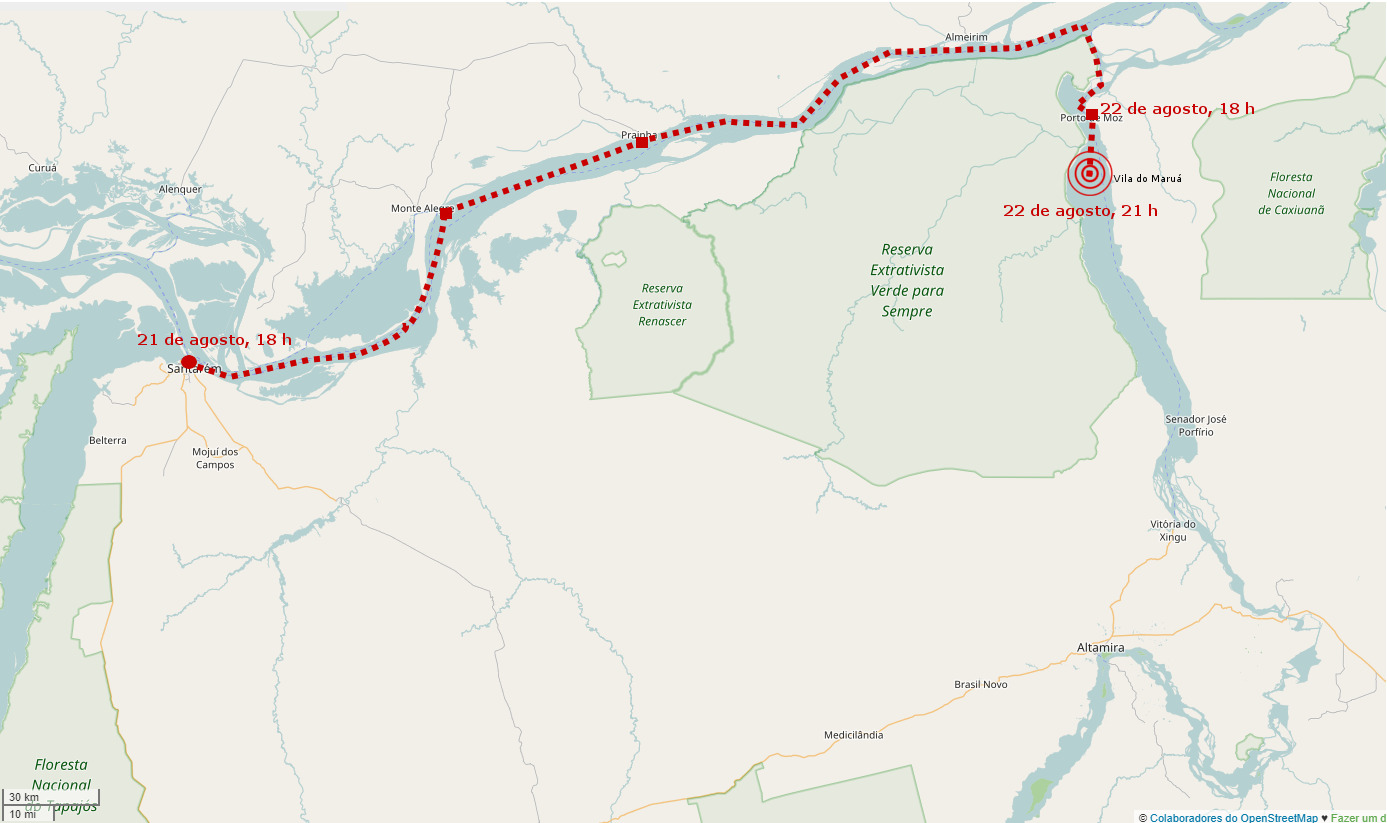
Mapa da rota e local de naufrágio do Capitão Ribeiro

O Capitão Ribeiro partiu do porto fluvial improvisado da Praça Tiradentes, em Santarém, as 18h00 (UTC-3) do dia 21 de agosto. O proprietário da embarcação declarara à Capitania dos Portos daquela cidade que a bordo seguiam dois passageiros, com destino a Prainha, cerca de 170 quilômetros rio abaixo, pelo Amazonas. Na realidade, não havia controle no número de passageiros embarcados naquele porto, sendo esse número largamente superior ao declarado. Cerca de cinquenta passageiros teriam embarcado naquele porto. O destino real da embarcação também era outro: Vitória do Xingu, cerca de 380 quilômetros superior àquele para que a embarcação estava autorizada pela Marinha.
Ao comando da embarcação seguia Sebastião Soares Batista, natural de Santarém, piloto muito experiente, segundo seus familiares. Desceu o rio Amazonas, escalando os portos de Monte Alegre e Prainha, subindo depois o Xingu em direção à próxima escala, a cidade de Porto de Moz, trezentos e cinquenta quilômetros rio acima, onde chegou por volta de 19h00 horas (UTC-3) do dia 22 de agosto. Aqui embarcou cerca de vinte passageiros, seguindo viagem nesse mesmo dia em direção a Senador José Porfírio. A bordo seguia também um veículo Fiat Uno, colocado no convés inferior, junto com os passageiros, e duas motos. Segundo declarações do proprietário da embarcação, à saída de Porto de Moz a embarcação transportava sete toneladas de carga, numa capacidade total de 56.
Após a saída de Porto de Moz, uma tempestade se formou na região. No início da noite de 22 de Agosto, o Instituto Nacional de Meteorologia detectou um intenso deslocamento de cúmulo-nimbos, nuvens conhecidas por causar tempestades, saindo de Altamira e em direção a Porto de Moz. Entre 20h00 e 23h00, os instrumentos do Instituto registaram em Porto de Moz uma Precipitação de 14mm. De acordo com o Sistema de Proteção da Amazônia, os ventos da noite do acidente, se ocorressem em terra, seriam suficientes para destelhar casas. As imagens de satélite feitas por aquele órgão mostram muitas nuvens naquela noite na região da Ponta Grande do Xingu, onde ocorreu o acidente.
As 21h30 o navio tinha já percorrido quase cinquenta quilômetros rio acima, em direção a Senador José Porfírio, encontrando-se nas imediações da Vila do Maruá, numa região do rio conhecida como Ponta Grande do Xingu, de grande largura, com com mais de dez quilômetros entre margens, a quinhentos metros da margem mais próxima. 32 redes estavam instaladas nos conveses, sugerindo que boa parte dos passageiros estaria dormindo ou repousando. Nesse momento, terá sido surpreendido pela tormenta Segundo relatos de sobreviventes, o acidente ocorreu durante uma tempestade. Um vendaval muito forte terá atingido a popa, virando o barco. Segundo Hito Braga, doutor em Engenharia Naval, a grande largura daquela área do rio forma uma pista geradora de vento, com elevada possibilidade de tempestade e geração de ondas, fator que poderá ter feito a embarcação balançar sem ter condições de voltar à posição vertical.
Muitas pessoas terão ficado presas entre os destroços. A lona que fora estendida sobre o convés para proteger os passageiros da chuva da tempestade terá atrapalhado quem se tentava salvar, sendo relatada a falta de equipamento de segurança, em particular coletes salva-vidas. A correnteza e a falta de visibilidade também, terão contribuído para dificultar quem tentava fugir do navio.
De acordo com o delegado responsável pelas investigações, no momento do naufrágio seguiam na embarcação 48 passageiros, número calculado de acordo com os dados dos bilhetes de viagem emitidos, número de jantares servidos aos passageiros, redes de dormir instaladas, e informações prestadas pela tripulação. Segundo os bombeiros, o número de passageiros seria 49. A 24 de agosto surgiram quatro novos sobreviventes, que não estavam na lista provisória de passageiros. No dia 26, apareceu um outro sobrevivente que não estava contabilizado. O número de passageiros a bordo no momento do naufrágio foi assim atualizado para 53. Uma vez que o barco não possuía lista de passageiros, a Defesa Civil trabalhou com o nome dos reclamados, atualizando a lista à medida que novos nomes iam aparecendo.

## Operações de busca e salvamento

### Passageiros
Pelo menos vinte e três passageiros chegaram com vida às margens do Xingu, sendo resgatados por moradores ribeirinhos. Segundo os relatos, os sobreviventes atingiram as matas da beira rio pelas três horas da madrugada do dia 23. Devido à escuridão que não permitia ver a localização da costa, as pessoas acabaram nadando para a margem mais distante. Alguns sobreviventes nadaram durante quatro horas, até conseguirem atingir terra firme.
As autoridades estaduais só tomaram conhecimento às sete da manhã do dia 23, iniciando as buscas logo em seguida. Participaram no resgate a Marinha, e as Defesas Civis Municipais de Belém, Senador José Porfírio e Vitória do Xingu. O Corpo de Bombeiros montou uma operação com o auxílio de mergulhadores, para localizar as vítimas do naufrágio. Duas aeronaves do Grupamento Aéreo de Segurança Pública (Graesp) partiram de de Belém com reforços para o efetivo da Defesa Civil, do Centro de Perícias Científicas Renato Chaves, do Grupamento Fluvial e da Diretoria de Telecomunicações da Segup. A Capitania dos Portos do Amapá enviou ao local uma lancha para realizar buscas e coletar informações preliminares. O navio-patrulha Bocaina foi também deslocado pela Marinha para a area, a fim de auxiliar nas buscas. No dia 25, foram usados helicópteros para detectar cadáveres flutuando ao longo do Xingu.
A embarcação encontrava-se a quinhentos metros de distância da margem do rio, e a trinta metros de profundidade. O acidente ocorreu numa região distante de centros urbanos e sem rede de celular, e num trecho do Xingu especialmente aberto, com cerca de doze quilômetros de distância entre margens, dificultando consideravelmente as operações de busca. A força da água e a baixa visibilidade também dificultaram as operações de salvamento. Numa zona de difícil comunicação, as equipes recorreram aos rádio amadores e às rádios da cidade para difundir as informações que iam obtendo.
Até ao fim do dia 23, dez corpos haviam sido resgatados, entre os quais uma criança e um adolescente, estando desaparecidas cerca de quarenta pessoas, entre as quais o dono do barco. Na manhã do dia 24, mais onze corpos foram encontrados boiando no Xingu, arrastados pela correnteza, a quatro quilômetros do local do afundamento, elevando o número de vítimas mortais para vinte e uma. Na manha de sexta-feira, 25 de agosto, os corpos de duas crianças, dois irmãos, um menino de um ano e uma menina de cinco, já em avançado estado de decomposição, foram recuperados dos destroços da embarcação naufragada. Os corpos das duas crianças estavam no porão do navio, e foram encontrados quando se procedia à retirada das mercadorias da embarcação. Ao todo, foram vinte e três as vítimas mortais.
Entre as vítimas mortais conta-se o comandante do navio, única baixa entre a tripulação. O proprietário da embarcação, o maquinista Alcimar Almeida da Silva, de 41 anos, que também seguia a bordo, conseguiu escapar com vida.
Na sexta-feira, 25 de agosto, os dois passageiros ainda dados como desaparecidos foram localizados com vida. Após serem resgatados, ambos haviam regressado às suas cidades, em Altamira e Uruará, sem se apresentarem aos órgãos públicos. As buscas foram então dadas como terminadas, e as equipes desmobilizadas.
Na manhã de sábado, 26 de agosto, já com as buscas encerradas, apareceu ainda mais um sobrevivente, um agricultor de Porto de Moz, que não estava na lista de procurados.
A 27 de agosto as operações estavam já em fase de rescaldo, seguindo o trabalho de investigação.

### Embarcação
Na manhã de 24 de agosto, os destroços da embarcação que ainda se encontravam no local do naufrágio, a quinhentos metros da margem e trinta metros de profundidade, no fundo do rio Xingu, foram saqueados. Barcos do governo estatal transportando o secretário adjunto de Segurança Pública, André Cunha, chegando ao local para a realização de buscas, encontraram oito catraias, uma espécie de canoa pequena a motor, em redor da embarcação naufragada, que fugiram ao notar a aproximação dos barcos do governo. Foram capturados três homens vestindo roupa de mergulho, na posse de celulares, sandálias de criança e o aparelho de som de um carro, retirados do interior do navio. Os homens afirmaram que buscavam os itens a pedido do dono da embarcação, que negou, sendo dada voz de prisão aos três indivíduos.
A 24 de agosto, tentou-se içar a embarcação do fundo do rio Xingu, e coloca-la sobre um banco de areia, por forma a facilitar as peritagens. Na manhã do dia seguinte, ainda prosseguiam os esforços da Marinha do Brasil para trazer à tona o Capitão Ribeiro. O navio-patrulha Bocaina, e uma lancha com mergulhadores encontravam-se no local com o fim de auxiliar nas buscas e nos esforços de reflutuação da embarcação. No mesmo dia, a embarcação foi atracada a uma balsa da prefeitura de Porto de Moz, que funcionava de base para as operações. O primeiro andar da embarcação ainda se encontrava submerso, estando a carga a ser retirada do porão por oficiais.

## Desenvolvimentos posteriores
Os corpos foram transportados para o ginásio municipal de Porto de Moz, onde se procedeu às perícias policiais e à identificação por familiares. Um centro de acolhimento de jovens foi usado para prestar auxílio e apoio psicológico às famílias, sendo a Câmara Municipal transformada em quartel-general de operações, para articulação entre município e Estado.
Em 24 de agosto, o presidente Michel Temer, em nota e em rede social, lamentou as mortes nos naufrágios do Cavalo Marinho I, ocorrido nesse dia na Bahia, e o do Capitão Ribeiro, ocorrido dois dias antes, prestando solidariedade às famílias das vítimas.
A 24 de agosto, a prefeitura de Porto de Moz organizou um velório coletivo no ginásio, procedendo-se em seguida aos enterramentos das primeiras vítimas, na sua maioria moradores daquela cidade.
No dia 25, a maior parte do comércio da cidade encontrava-se fechada, com a rádio local transmitindo boletins noticiosos quase continuamente. Richele Santos, secretária municipal de Saúde, declarou ser esta a pior tragédia que o município teve de enfrentar.

## Investigação
A Polícia Civil foi encarregue da investigação, tendo sido abertos dois inquéritos, um administrativo e outro criminal.
A principal suspeita do governo é o naufrágio ter sido provocado por uma tromba de água que se formou no Xingu pouco depois da saída da embarcação de Porto de Moz. Um dos passageiros relatou fortes rajadas de vento, que sacudiram a embarcação nos momentos anteriores ao naufrágio, causando o desespero entre as pessoas. Alguns dos sobreviventes afirmaram que o barco foi atingido por uma tromba de água. A hipótese da tromba de água tem, no entanto, vindo a ser contestada por especialistas, que consideram mais provável que o naufrágio tenha ocorrido em consequência de uma forte rajada de vento.
A investigação tenciona apurar ainda as condições de navegabilidade da embarcação, assim como a sua capacidade de transporte. O Ministério Público do Pará irá também apurar se o piloto estava devidamente habilitado a conduzir o barco com aquela quantidade de passageiros.
O Comando do 4º Distrito Naval da Marinha, responsável pela fiscalização do transporte aquaviário, abriu um inquérito administrativo para apurar as causas do acidente.
Uma sala de comando foi montada em Belém por equipes governamentais, assim como uma sala de operações na Câmara Municipal de Porto Moz, onde atuará o Centro de Perícias Científicas, com o fim de determinar as causas do naufrágio.
A 25 de agosto, o delegado de Porto de Moz, Élcio de Deus, anunciou que o proprietário da embarcação, Alcimar Almeida da Silva, será indiciado por ter incorrido em "crime de ter colocado em risco a vida das pessoas", por continuar a fazer regularmente o trajeto Santarém-Vitória do Xingu sem para tal estar autorizado, tendo já sido autuado por esse motivo a 5 de junho desse ano. Almeida mentiu à Capitania dos Portos de Santarém ao declarar somente dois passageiros, ao invés dos 52 que terão embarcado naquele porto. De acordo com a Segurança Pública e Defesa Social, Almeida deverá ser responsabilizado pelas vinte e três vítimas mortais, computadas pela Defesa Civil do Estado, devendo ser indiciado com base no artigo 261 do Código Penal Brasileiro: "Expor a perigo embarcação ou aeronave, própria ou alheia, ou praticar qualquer ato tendente a impedir ou dificultar navegação marítima, fluvial ou aérea". A pena prevista para estes casos é dois a cinco anos de reclusão.
As autoridades ficaram também surpreendidas ao encontrarem um automóvel no interior do navio naufragado, após o içarem do fundo do Xingu. Segundo as autoridades portuárias o transporte do veiculo apenas poderia ser feito por balsa, e nunca num navio destinado exclusivamente ao transporte de passageiros. Segundo o engenheiro naval Hito Moraes, o transporte de automóveis naquele tipo de embarcação não é adequado, uma vez que as toneladas de peso do veículo fazem subir o centro de gravidade da embarcação, sujeitando-a a uma menor estabilidade e ao emborcamento. O proprietário da embarcação assumiu que esta não tinha autorização para transportar veículos.